# ハース・フレイ
ハース・フレイ (Harth Fray) は、アメリカ合衆国のダークホースコミックスが発行したコミック『フレイ』および『バフィー 〜恋する十字架〜』のコミック版『Time of Your Life』に登場する架空の人物。

## 特徴および略歴
バンパイア・スレイヤーのメラッカ・フレイの双子の兄。短髪で眼鏡をかけている。
バンパイアのイカルスに襲われた際、相手の顔にかみつき、逆に首の血を吸われたため、バンパイアになった。バンパイアになったあとはニューヨークの各地で死体の山を築くなど、残虐行為に手を染める。
コミック『Time of Your Life』ではダーク・ウィローの手下になり、バフィーの暗殺を企てた。
ボスたちが行った戦闘機による空爆により、死亡する。